# بادبادک (فیلم ۱۹۷۱)
بادبادک (به هندی: Kati Patang) فیلمی محصول سال ۱۹۷۱ و به کارگردانی شاکتی سامانتا است. در این فیلم بازیگرانی همچون راجش خانا، آشا پارک، پریم چوپرا، بیندو، نظیر حسین، دایسی ایرانی ایفای نقش کرده‌اند.